# 天主教桑坦格罗伦巴第-康扎-努斯科-比萨恰总教区

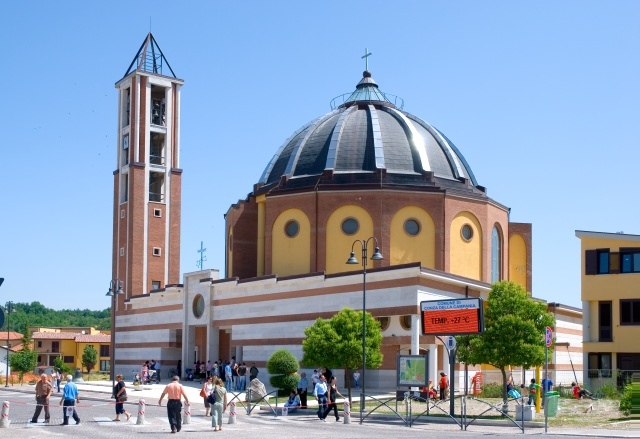
位於孔扎德拉坎帕尼亚的主教座堂

天主教桑坦格罗伦巴第-康扎-努斯科-比萨恰总教区是罗马天主教在意大利南部坎帕尼亚大区设立的一个总教区，目前是天主教贝内文托总教区的附属教区。